# 玲珑茶
玲珑茶是湖南省桂东县的特产之一

## 历史
玲珑茶的种植已有300多年的历史，据史料记载清康熙时期就已经被列为贡茶之一。

## 特征
玲珑茶，外形条索紧细，状如环钩，色泽绿润，银毫披露；香气持久；汤色清亮，滋味浓醇。饮后甘爽清凉，余味无穷，一经品尝，无不交口赞美。该茶形如环钩，奇曲玲珑，又产于玲珑村，故有“玲珑茶”之雅称。该茶1980年入选为湖南省优质名茶，1985年荣获农牧渔业部优质产品奖。